# Igor Stokfiszewski
Igor Stokfiszewski (ur. 1979 w Łodzi) – polski badacz, uczestnik i inicjator działań z zakresu teatru społecznego, teatru wspólnoty i sztuki zaangażowanej, aktywista.

## Życiorys
Współpracował m.in. z Teatrem Łaźnia Nowa (Kraków), Workcenter of Jerzy Grotowski and Thomas Richards (Pontedera, Włochy), niemieckim kolektywem Rimini Protokoll oraz z artystami – Arturem Żmijewskim, Pawłem Althamerem i Jaśminą Wójcik. Jako dramaturg realizował spektakle teatralne w reżyserii Wojtka Klemma, Agnieszki Olsten i Bartosza Szydłowskiego m.in. w Narodowym Starym Teatrze w Krakowie, Teatrze Studio w Warszawie oraz Teatrze Współczesnym we Wrocławiu. Współkurator działań artystyczno-społecznych w przestrzeniach poprzemysłowych „Zakłady. Ursus 2014” i „Ursus – spacer w czasie” (2015). Był członkiem zespołu 7. Biennale Sztuki Współczesnej w Berlinie (2012). Autor książek Zwrot polityczny (2009) i Prawo do kultury (2018), redaktor e-booka Culture and Development: Beyond Neoliberal Reason (2017), współredaktor m.in. tomów Sztuka ze społecznością (2018) Kultura i rozwój. Analizy, rekomendacje, studia przypadków (2016), Built the City: Perspectives on Commons and Culture (2015) oraz Jerzy Grotowski. Teksty zebrane (2012). Członek zespołu Krytyki Politycznej, rady organizacji European Alternatives i założonego przez Janisa Warufakisa ruchu politycznego DiEM25, działacz związku zawodowego Inicjatywa Pracownicza.

## Książki

### Autor
- Zwrot polityczny, Warszawa 2009.
- Prawo do kultury, Warszawa 2018.

### Współautor
- Antonio Attisani, Florinda Cambria, Riccardo Facco, Iwona E. Rusek, Kris Salata, Igor Stokfiszewski, Lisa Walford Wylam, I sensi di un teatro. Sette testimonianze sul Workcenter of Jerzy Grotowski and Thomas Richards, Acireale-Roma 2010.
- Dorota Ogrodzka, Igor Stokfiszewski, Kultura i solidarność, Warszawa 2019; wydanie anglojęzyczne: Culture and Solidarity, Warsaw 2019.

### Redaktor
- Piotr Marecki, Igor Stokfiszewski, Michał Witkowski, Tekstylia. O „rocznikach siedemdziesiątych”, Kraków 2002.
- Piotr Marecki, Renata Serednicka, Igor Stokfiszewski, Ludzie, miasta. Literatura Białorusi, Niemiec, Polski i Ukrainy – ślady „nieistniejącego języka”, Kraków 2008.
- Jerzy Grotowski. Teksty zebrane, red. Agata Adamiecka-Sitek, Mario Biagini, Dariusz Kosiński, Carla Pollastrelli, Thomas Richards, Igor Stokfiszewski, Warszawa 2012; wydanie włoskie: Jerzy  Grotowski – Testi  1954–1998, Vol. I., La  possibilità  del  teatro (1954–1964), Firenze-Lucca 2014; Jerzy Grotowski – Testi 1954–1998, Vol. II., Il teatro povero (1965–1969), Firenze-Lucca 2015.
- Charles Beckett, Lore Gablier, Vivian Paulissen, Igor Stokfiszewski, Joanna Tokarz-Haertig, Build the City: Perspecties on Commons and Culture, Amsterdam-Warsaw 2015.
- Jerzy Hausner, Izabela Jasińska, Mikołaj Lewicki, Igor Stokfiszewski, Kultura i rozwój. Analizy, rekomendacje, studia przypadków, Warszawa-Kraków 2016.
- Igor Stokfiszewski, Culture and Development: Beyond Neoliberal Reason, Warsaw 2017.
- Jaśmina Wójcik, Igor Stokfiszewski, Izabela Jasińska, Sztuka ze społecznością, Warszawa 2018.

## Teatr
- Piekarnia Bertolta Brechta, reż. Wojtek Klemm, Stary Teatr, Kraków 2008 (dramaturg).
- Cement Heinera Müllera, reż. Wojtek Klemm, Teatr Współczesny, Wrocław 2009 (dramaturg).
- Yerma Federico Garcíi Lorki, reż. Wojtek Klemm, Teatr Studio, Warszawa 2009 (dramaturg).
- Amfitrion Heinricha von Kleista, reż. Wojtek Klemm, Stary Teatr, Kraków 2010 (dramaturg).
- Fakir, czyli optymizm na podstawie Sławomira Mrożka i Woltera, reż. Bartosz Szydłowski, Teatr Łaźnia Nowa, Kraków/Nowa Huta 2011 (współautor tekstu, wykonawca).
- Miasta Równoległe / Ciudades Paralelas / Parallele Städte – Berlin, Buenos Aires, Warszawa, Zurych. Festiwal interwencji miejskich, kuratorzy Lola Arias, Stefan Kaegi, Nowy Teatr, Warszawa 2011 (dramaturg edycji warszawskiej).
- Msza, inscenizacja Artur Żmijewski, Teatr Dramatyczny, Warszawa 2011 (współpraca inscenizacyjna); Stary Teatr, Kraków 2014, w ramach festiwalu Krakowskie Reminiscencje Teatralne (współinscenizator).
- Anatomia Tytusa Fall of Rome Heinera Müllera, reż. Wojtek Klemm, Stary Teatr, Kraków 2012 (dramaturg).
- Kotlina na podstawie powieści Olgi Tokarczuk Prowadź swój pług przez kości umarłych, reż. Agnieszka Olsten, Teatr Współczesny, Wrocław 2013 (współautor scenariusza, dramaturg)
- Klajster Tomasza Cymermana, reż. Wojtek Klemm, Teatr Nowy, Łódź 2014 (dramaturg).

## Sztuka
- Zakłady. Ursus 2014 (współkurator razem z: Jaśmina Wójcik, Izabela Jasińska), prod. Krytyka Polityczna, Warszawa-Ursus 2014.
- Ursus – spacer w czasie (współautor razem z: Jaśmina Wójcik), prod. Krytyka Polityczna, Warszawa-Ursus 2015.

## Film
- Na swoje podobieństwo, reż. Greg Zglinski, Polska 2001 (współautor scenariusza).
- Ursus znaczy niedźwiedź, reż. Jaśmina Wójcik, Polska 2015 (współautor pomysłu filmu).
- Symfonia fabryki Ursus, reż. Jaśmina Wójcik, Polska 2018 (współautor scenariusza, II reżyser).